# Muerte en Venecia (película)
Muerte en Venecia (título original: Morte a Venezia) es una película franco-italiana de 1971 dirigida por Luchino Visconti. Adaptación de la novela corta La muerte en Venecia del escritor alemán Thomas Mann el guion estuvo a cargo de Visconti y Nicola Baladucco. Se trata de una disquisición estético-filosófica sobre la pérdida de la juventud y la vida, encarnadas en el personaje de Tadzio, y el final de una era representada en la figura del protagonista.
Esta cinta, una de las últimas obras del director de Rocco y sus hermanos (1960), Senso (1954) y El gatopardo (1963) fue candidata al Oscar al mejor vestuario. En total obtuvo 18 galardones 

## Argumento
A principios del siglo XX, el compositor de mediana edad Gustav von Aschenbach (Dirk Bogarde), que padece de una depresión severa debido a varios problemas tanto familiares como profesionales, se refugia en Venecia para descansar y huir del agobio de su vida en Múnich. Poco después de instalarse en un lujoso hotel en la isla del Lido se fija en un adolescente polaco, Tadzio (Björn Andrésen), alojado con su familia en el mismo hotel. El interés del protagonista por este joven andrógino, de belleza sobrecogedora y que encarna un ideal estético, se transformará en amor y obsesión. Los días de Aschenbach discurren en la playa del Lido y en excursiones al centro de Venecia. Pero, sobre todo, se dedica a seguir, observar y espiar a Tadzio. 
Paralelamente el compositor va tomando consciencia de unos acontecimientos extraños en la ciudad (muertes repentinas, campañas de desinfección de las calles o explicaciones evasivas de los lugareños) y consigue descubrir que Venecia está aquejada de una epidemia de cólera, escondida por las autoridades para que los turistas no abandonen la ciudad. Atormentado por el conflicto interior que le producen sus sentimientos por el joven Aschenbach toma la decisión de irse. Sin embargo tras una serie de eventos desafortunados que, aparentemente, impiden su salida de Venecia ese mismo día, cambia de opinión y se queda en el hotel aliviado de no haber abandonado a Tadzio. 
El día siguiente Gustav, vestido de traje y maquillado, presencia desde lejos como Tadzio y su familia abandonan Venecia para luego estallar en llanto. Como era de esperar, Aschenbach, delicado de salud, enferma. Sale una última vez a la playa pensando en Tadzio (con quien nunca ha hablado) y el recuerdo vívido del adolescente jugando con un amigo en la arena de esa misma playa le causa a tener un momento de éxtasis antes de morir momentos después a orillas del mar. La película termina con la figura de Tadzio alejándose de la orilla mientras unos socorristas acuden a levantar el cuerpo del compositor. Finalmente, Gustav, fascinado desde un primer momento con Tadzio, encuentra en él a su ángel de la muerte.

## Reparto
- Dirk Bogarde - Gustav von Aschenbach
- Björn Andrésen - Tadzio
- Romolo Valli - Director del hotel
- Mark Burns - Alfred
- Nora Ricci - Institutriz de Tadzio
- Marisa Berenson - Frau von Aschenbach
- Carole André - Esmeralda
- Silvana Mangano - Madre de Tadzio
- Leslie French - Agente de viajes
- Franco Fabrizi - Barbero
- Antonio Appicella - Vagabundo
- Sergio Garfagnoli - Jaschu
- Ciro Cristofoletti - Cajero del hotel
- Luigi Battaglia - Pícaro
- Dominique Darel - Turista inglés
- Masha Predit - Turista ruso

## Implicaciones
Tanto la novela original como la película constituyen, aparte de los sucesos acontecidos a Gustav von Aschenbach durante su estancia en Venecia, una ilustración, oda, alegato y homenaje a la belleza perfecta, pura y plena de la que habla Platón en el Fedro y El banquete. Gustav se encuentra frente a la belleza inalcanzable, bella por sí misma y reflejo de la verdad. Tadzio, su objeto de obsesión, no intercambia palabra alguna con él ya que el sentido de perfección no posee carácter mundano, va más allá ("Aquél que ha contemplado la belleza está condenado a seducirla o morir").

"He sido frecuentemente acusado de decadente. Tengo de la decadencia una opinión muy favorable, como la tenía también, por ejemplo, Thomas Mann. Estoy embebido de dicha decadencia. Mann es un decadente de la cultura germana, y yo de la cultura italiana. Lo que siempre me ha interesado es el examen de una sociedad enferma".
Luchino Visconti (La Nación, 28 de julio de 2021) 

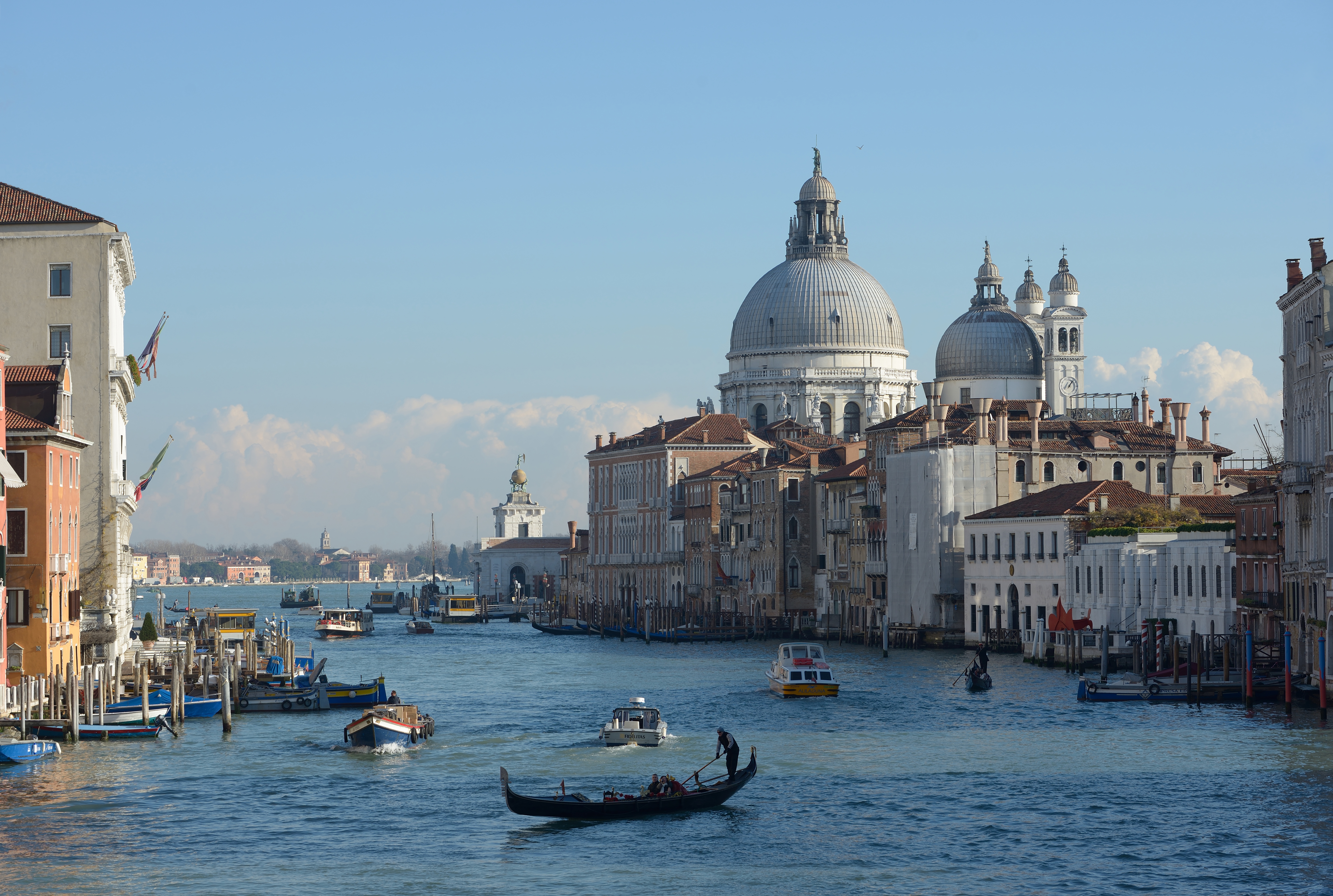
La película se filmó en Venecia, Italia.

El apellido alemán "Aschenbach" puede traducirse por "Arroyo de cenizas".
Siguiendo el esquema de "Análisis estructural del relato" de Roland Barthes al describir las funciones de tema sub temas y supra temas, un supra tema de Muerte en Venecia es el tiempo. Ya desde un principio Gustav von Asenbach se refiere a él cuando describe a un reloj de arena, resaltando que solo se tiene en cuenta cuando la arena se agota. Aquí el tiempo es casi un protagonista oculto de toda la película.

## Escenario
La trama se desarrolla en Venecia, símbolo del arte y el comercio entre Oriente y Occidente, en el fastuoso y decadente hotel del Lido veneciano (la estación balnearia que tuvo su mayor popularidad a fines del siglo XIX y principios del XX).
La descripción minuciosa y exacta del entorno aristocrático que logra Visconti, un aristócrata milánes, es paradigmática. Incluso la ropa usada es original y fue planchada y almidonada a la manera de la época.

## Legado
El personaje está basado vagamente en el compositor Gustav Mahler, el Adagietto de cuya Quinta sinfonía está presente a lo largo de la película, formando una unión indivisible entre imagen y sonido de gran presencia dramática. De hecho, Visconti es en gran medida responsable de la inmensa popularidad que cobró luego la música de Mahler, quien perdió una hija en circunstancias similares a las que se ven en la película, pero no era homosexual.
La popularidad de Muerte en Venecia y la obra de Gustav Mahler inspiraron un ballet del coreógrafo John Neumeier y la ópera homónima de Benjamin Britten.

## Polémica
Para el papel de Tadzio Visconti escogió al desconocido actor sueco Björn Andrésen tras un largo proceso de audiciones que se registraron en el documental Alla ricerca di Tadzio (En busca de Tadzio). El cantante español Miguel Bosé, entonces adolescente, fue un candidato a ese papel, pero su padre, el torero Luis Miguel Dominguín, se opuso a su participación.Andrésen, quien ya tuviera experiencias cinematográficas previas y por cuyo papel obtuvo resonancia internacional, posteriormente afirmó que debido a su juventud e inexperiencia tras el rodaje y durante la promoción de la película su carrera cinematográfica se vio cercenada.

## Premios
Medallas del Círculo de Escritores Cinematográficos
| Categoría                          | Premiado          | Resultado |
| ---------------------------------- | ----------------- | --------- |
| Mejor película de salas especiales | Muerte en Venecia | Ganadora  |